# Movimiento (álbum de La Torre)
Movimiento es el quinto álbum de estudio de la banda argentina La Torre, y último de su carrera. Fue editado por DG Discos en 1988.
Este disco fue editado por el sello DG Discos de Daniel Grinbank, y llevó a la banda a emprender una exitosa gira por la antigua URSS, toda una rareza para una banda de rock argentina; aunque el grupo se separó poco después, iniciando Patricia Sosa su carrera solista.

## Lista de temas
Lado 1
1. No Me Vencerán Jamás
2. Escapando al León
3. Para Amarte una Vez Más
4. Necesito Tu Amor Esta Noche
5. Moscú

Lado 2
1. Mueve, Mueve Otra Vez
2. Mi Amor Eterno
3. ¡Oh! Mundo Cruel
4. Huesos

Músicos
- Patricia Sosa - voz
- Oscar Mediavilla - guitarra
- Gady Pampillón - guitarra
- Ricky Matut - bajo
- Beto Topini - batería
- Juan Forcada - teclados